# Фурсенко Іван Семенович
Іва́н Семе́нович Фурсенко (1918, с. Дніпровка Кам'янсько-Дніпровського району Запорізької області — 29 липня 1944, Гродненська область) — командир гармати 2012-го зенітного артилерійського полку 49-ї зенітної артилерійської дивізії 49-ї армії 2-го Білоруського фронту, старший сержант.

## Життєпис
Народився 1918 року в селі Дніпровка Кам'янсько-Дніпровського району Запорізькій області в селянській родині. Українець. Закінчив 10 класів.
В Червону Армію призваний 1939 року Кам'янсько-Дніпровським райвійськкоматом Запорізької області Української РСР. Учасник німецько-радянської війни з червня 1941 року. Член ВКП з 1943 року.
Командир гармати 2012-го зенітного артилерійського полку старший сержант Іван Фурсенко відзначився під час Білоруської стратегічної наступальної операції під кодовою назвою «Багратіон».
23 липня 1944 в бою сім годин стримував натиск ворога, знищивши чотири танки противника.
Тяжко поранений І. С. Фурсенко продовжував вести бій і знищив ще один ворожий танк, а коли закінчилися снаряди, він разом з бійцями з особистої зброї знищив два десятки супротивників.
Помер від ран 29 липня 1944 року.
Указом Президії Верховної Ради СРСР від 24 березня 1945 року за зразкове виконання бойових завдань командування та проявлені при цьому мужність та героїзм старшому сержанту Фурсенку Івану Семеновичу присвоєно звання Героя Радянського Союзу.